# KRASTA (Software)
KRASTA (Kurzform für KRAn-STAtik) ist ein 3D-Stabstatik-Programm, das auf die Berechnung von Stabwerken aus den Bereichen Kranbau, Anlagenbau, Fördertechnik und Fliegende Bauten zugeschnitten ist. Tragwerke können in Subsysteme aufgeteilt, in verschiedene Betriebssituationen gebracht und innerhalb eines Modells berechnet und ausgewertet werden. Es werden Betriebsfestigkeitsnachweise nach deutschen und internationalen Normen unterstützt.
KRASTA wurde ab 1973 am Fachgebiet Fördertechnik und Lasthebemaschinen der TH Darmstadt entwickelt. Eine öffentliche Vorstellung des Programms fand 1979 statt, seither wird KRASTA industriell eingesetzt. Seit 1991 wird das Programm von der Kühne BSB GmbH mit Sitz in Darmstadt weiterentwickelt und vertrieben.
Als Rechenkerne kommen PAS (statisch linear und Theorie 2. Ordnung), MOD (Modalanalyse) und Stab88/NODYA (statisch linear, geometrisch nichtlinear und Stabilität) zum Einsatz. PAS und MOD sind im Lieferumfang enthalten. Stab88 bzw. der Nachfolger Nodya wird vom Fachbereich „Fördertechnik Materialfluss Logistik“ der TU München entwickelt und vertrieben.
KRASTA unterstützt die Sprachen Deutsch und Englisch.

## Geschichte
1973 entsteht am Fachgebiet „Fördertechnik und Lasthebemaschinen“ der TH Darmstadt die Idee zur Erstellung eines Programms zur Berechnung von Kranen und ähnlichen Stabwerken. Die Entwicklung von KRASTA startet daraufhin unter Federführung von Prof. Dr.-Ing. Rudolf Neugebauer. Die Entwicklung findet in Kooperation mit Partnern aus der Industrie und mit Förderung des Verband Deutscher Maschinen- und Anlagenbau (VDMA) und Forschungskuratorium Maschinenbau (FKM) statt.
Seit 1979 wird KRASTA industriell eingesetzt. 1987 wurde es mit teilweise grafisch interaktiver Eingabe auf IBM-kompatible PCs portiert. Seit 1996 steht eine vollständig grafisch interaktive Version für MS Windows zur Verfügung.
Seit 1991 wird KRASTA von der Kühne BSB GmbH entwickelt und vertrieben. Die Kühne BSB GmbH selbst bietet neben KRASTA auch Berechnungs- und Beratungsdienstleistungen im Kranbau, Fördertechnik, Anlagenbau und für Fliegende Bauten an. Hierbei wird KRASTA als eines der wichtigsten Werkzeuge eingesetzt. Die Weiterentwicklung von KRASTA orientiert sich daher stark an der Berechnungspraxis.

## Leistungsumfang

### Allgemeine Stabstatik
KRASTA-Modelle bestehen aus Knoten und Stäben mit spezifischen Eigenschaften. Unter anderem können Knoten Lagerbedingungen (verschieblich, fest oder Federkennwert je für 3 translatorische und 3 rotatorische Freiheitsgrade) zugewiesen werden, Stäbe erhalten Material, Querschnitt und Gelenkbedingungen (Gelenk, starr oder Federkennwert je für 3 translatorische und 3 rotatorische Freiheitsgrade an jedem Stabende) als Eigenschaften. Lasten bzw. äußere Einflüsse werden als Lastfälle definiert und ggf. kombiniert oder mit einer Permutationslogik versehen. Für die Lastfälle werden Schnittgrößen und Verformungen berechnet. Aus Schnittgrößen und Querschnittswerten können Spannungen ermittelt werden.

### Massenfälle und Massenkräfte
Massenkräfte können in KRASTA über Massenfälle und Beschleunigungen bzw. Geschwindigkeiten definiert werden. Tragende Bauteile bzw. Baugruppen können über Massefaktoren an das tatsächliche oder geschätzte Konstruktionsgewicht angepasst werden. Untergeordnete Teile und Ausrüstung (z. B. Antriebe, elektrische Ausrüstung, Bedienstände etc.) der zu berechnenden Struktur können als Knoten- oder Stabmassen aufgebracht werden.
Zusammengefasst zur Gesamtmasse oder zur Masse sich unabhängig bewegender Baugruppen können die Massen mit translatorischer und rotatorischer Beschleunigung oder mit einer Drehgeschwindigkeit versehen werden.

### Subsystemtechnik und Kinematiken
Tragwerke können in Subsysteme aufgeteilt werden. Subsysteme können entweder über ebene Kinematiken in bestimmte Betriebssituationen bewegt (z. B. Wippen eines Auslegers, Drehen eines Oberkranes) oder über Änderungen der Anschlussknoten an verschiedenen Stelle im Tragwerk angekoppelt werden (z. B. verschiedenen Positionen einer Katze).
Bestimmte Betriebssituationen des Tragwerks können wiederholbar im Berechnungsmodell gespeichert und aufgerufen werden. Die Auswertung der Ergebnisse ist gleichzeitig über alle gespeicherten Situationen möglich.
Massen und Lasten lassen sich abhängig von der Betriebssituation definieren. So können z. B. Hublasten abhängig von der Ausladung eines Auslegers definiert werden.

### Betriebsfestigkeitsnachweise
KRASTA unterstützt Betriebsfestigkeitsnachweise nach verschiedenen Normen. Je nach Norm und Nachweismethode werden dabei über Lastfallmuster und Betriebssituationen Ober- und Unterspannung, Spannungsspiele oder die Schädigung eines Spannungsverlaufs ermittelt. Der Nachweis erfolgt für Normal- und/oder Schubspannungen.
Nachweise durch Einstufung in Beanspruchungsgruppe oder durch Angabe der Lastwechselzahl:
- AS 4100
- DIN 15018 und DASt 011
- DIN 22261
- FEM 1.001
- EN 13001-3-1
- EN 1993-1-9 (Eurocode 3)
- ISO 5049-1

Nachweise durch lineare Schadensakkumulation:
- EN 13001-3-1
- EN 1993-1-9 (Eurocode 3)

## Verbreitung
KRASTA wird vorwiegend in Deutschland, den Niederlanden und Belgien von Kran- und Anlagenbauern, TÜVs und Hochschulen eingesetzt. Im weiteren europäischen und asiatischen Raum gibt es einzelne Anwender.